# 722
El 722 (DCCXXII) fou un any comú iniciat en dijous pertanyent a l'edat mitjana

## Esdeveniments
- Batalla de Covadonga
- Pelai I inicia el regnat a Astúries
- Bonifaci de Fulda rep l'encàrrec de cristianitzar els antics pobles germànics i organitzar la seva església[1]

## Naixements
- Yu Chao'en, eunuc de la cort xinesa

## Necrològiques
- Adalbert I d'Alsàcia